# Hugo Mayer (Politiker, 1886)
Hugo Mayer (* 6. Februar 1886 in Judenburg; † 10. Juni 1963 in Dornbirn) war ein österreichischer Politiker (SDAP), Schriftsetzer und Verleger. Er war von 1918 bis 1919 Mitglied der Provisorische Landesversammlung Vorarlbergs.

## Ausbildung und Beruf
Nach dem Besuch der Volksschule erlernte Mayer den Beruf des Schriftsetzers in der Buchdruckerei Styria in Graz. Er absolvierte danach seine Wanderjahre in Österreich, der Schweiz, in Deutschland, Belgien, Holland, Dänemark, Schweden, Norwegen, Finnland und Böhmen und besuchte zudem die Maschinensetzerschule in Karlsruhe. Er arbeitete lange als Buchdrucker in Deutschland, wobei er in Plauen, Schwabach, Rottenburg, Anzbach, Konstanz, Hagen und Dortmund tätig war. Zudem war er in Südtirol, Venedig und Triest aktiv und arbeitete auch im schweizerischen Buchs, Schaffhausen, Herisau und Arbon. Ab 1916 war er für die Buchdruckereigesellschaft in Lustenau tätig, danach arbeitete er von 1918 bis 1919 in der Verwaltung und Redaktion der „Vorarlberger Wacht“. Mayer gründete 1920 die Buchdruckerei Hugo Mayer & Co in Dornbirn und war von 1946 bis 1960 zudem als Landesinnungsmeister des Grafischen Gewerbes in Vorarlberg aktiv.

## Politik und Funktionen
Mayer engagierte sich bei der Sozialdemokratischen Partei und gehörte vom 3. November 1918 bis zum 16. Juni 1919 der provisorischen Vorarlberger Landesversammlung an. Er war zudem nach dem Zweiten Weltkrieg vom 18. Mai 1945 bis zum 27. Mai 1947 Stadtrat in Dornbirn. Des Weiteren war Mayer gerichtlich beeideter Sachverständiger und Vorsitzender der Lehrlingsprüfungskommission. 

## Privates
Mayer war der Sohn des Glasers und Lebzelters Theodor Mayer, der 1847 in St. Lambrecht in der Steiermark geboren worden war. Seine Mutter Antonia Strimitzer erblickte hingegen 1850 in Pilgramhof bei Friesach in Kärnten das Licht der Welt. Mayer heiratete am 4. Juli 1914 in Hagen  die aus Erfurt stammende Paula Maria Dorothea Charlotte Niemand (1887–1943). Nach dem Tod seiner ersten Ehefrau heiratete er am 22. November 1950 in Tschagguns die aus Südtirol (Tisens bei Lana) stammende Anna Tribus (1895–1978). Hugo Mayer hatte einen 1943 geborenen Ziehsohn.

## Auszeichnungen
- Goldene Ehrennadel des Hauptverbandes der Buchdruckereibesitzer Österreichs (1960)